# Hockey Club Uden
Hockeyclub Uden is een hockeyclub uit Uden. De vereniging is opgericht op 1 september 1957 als Mixed Hockey Club Uden. In 1996 is de naam veranderd in Hockeyclub Uden. In het seizoen 2014/15 spelen zowel de heren als de dames in de 2e klasse. De Udense sportclub staat sinds een aantal jaren onder het bewind van voorzitter Han Gootzen. Met de club van 100, een groot aantal bedrijven en sponsoren probeert Hockey Club Uden een nieuw clubhuis te realiseren. De bouw van dit project moet eind 2021 starten. Dit plan is uitgesteld wegens de coronapandemie
De sportvereniging telt afgerond 800 leden. In 2019 is het doel uitgestippeld om in de komende jaren duizend leden verbonden te hebben aan de club. Het seizoen 2021/22 gaan de Udense vrouwen eerste klasse spelen, de mannen 2e klasse. 

## (Oud-)internationals van Hockeyclub Uden
- Maartje Krekelaar
- Danielle Koenen
- Paul Litjens
- Dorette Woltring